# Струмица (река)
Стру́мица (макед. Струмица), Струмешница (болг. Струмешница) — река в Северной Македонии и Болгарии. Течёт близ одноимённого города Струмица и впадает в реку Струма, будучи её главным притоком. Длина Струмицы составляет 114 км, из которых 81 км приходится на Северную Македонию и 33 км на Болгарию. Площадь водосборного бассейна реки равна 1892 км², из которых на территорию Северной Македонии приходится 1649 км²(6,4 % от площади страны). Средний расход воды у деревни Ново-Село для реки составляет 4,2 м³/с, а поверхностный сток на части бассейна, расположенной в Северной Македонии, равен в среднем 3,1 л/с/км².
Основными притоками Струмицы на территории Северной Македонии являются Водоча (макед. Vodotcha), Турья (макед. Touriya), Радовешка-Река (макед. Radoveshka Reka) и Подарешка-Река (макед. Podareshka Reka).